# Selenicereus grandiflorus
Selenicereus grandiflorus là một loài thực vật có hoa trong họ Cactaceae. Loài này được (L.) Britton & Rose miêu tả khoa học đầu tiên năm 1909.

## Hình ảnh

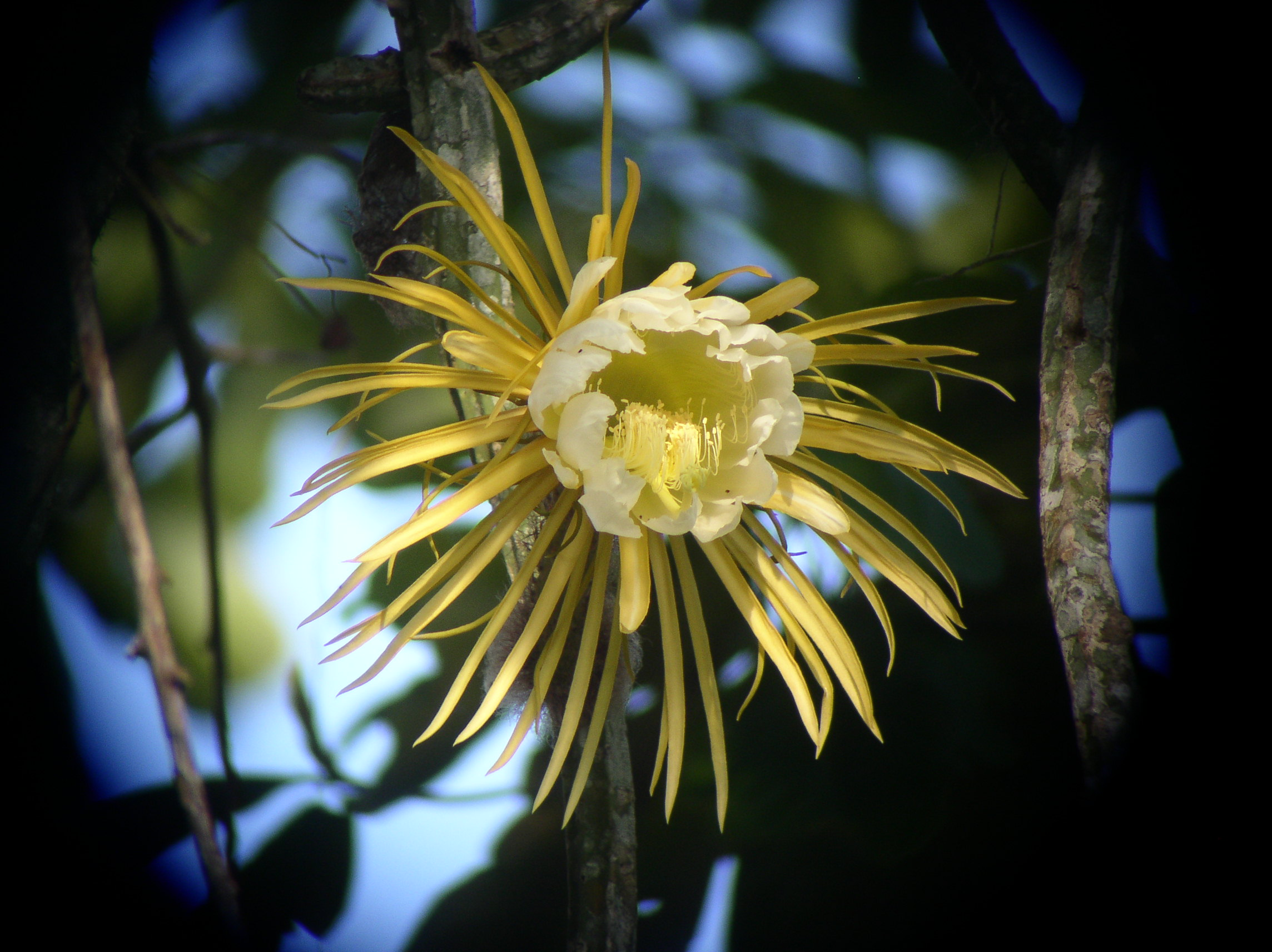
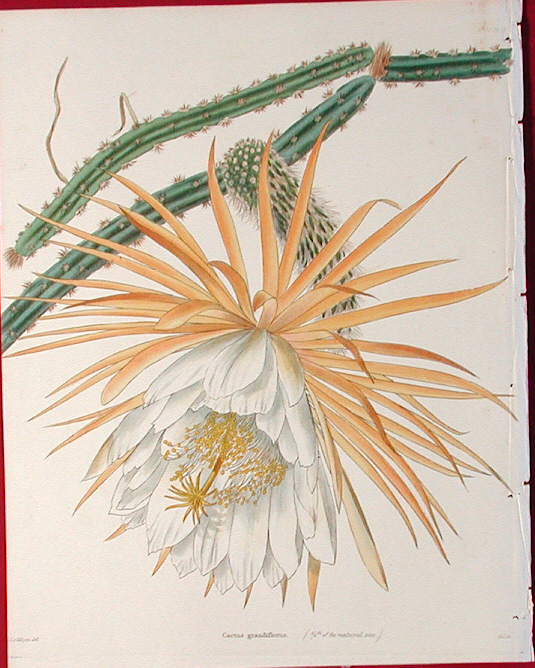

- Tập tin:DDR-003.jpg